# Scrabble
Scrabble® je črkovna (besedna) igra na plošči s 15 × 15 polji; določena polja so nagradna. Dva, trije ali štirje igralci skušajo zbrati čim več točk s sestavljanjem besed vodoravno in navpično kot pri križanki. V igri je 100 ploščic s črkami. Igro je izumil arhitekt Alfred Mosher Butts leta 1938, kot različico igre Lexiko, ki jo je izumil že prej. Scrabble® je zaščiteno ime podjetja Hasbro, Inc. v ZDA in Kanadi, drugje pa je last J. W. Spear & Sons PLC. Igra je zelo popularna predvsem v angleško govorečih državah, kjer imajo klube, turnirje, rating lestvice, mnogo literature, računalniške programe za Scrabble in uradne slovarje. Med 31 tujejzičnimi različicami so: francoska, nizozemska, nemška, španska, italijanska, madžarska, angeška, portugalska, islandska, danska, švedska, norveška, finska, ruska, grška, poljska, arabska, turška, hebrejska, slovaška in celo verzija v braillovi pisavi. Igra je tudi v slovenščini, strokovno priredbo in prilagoditev igre je opravil Denis Poniž, ki je že leta 1974 raziskoval odnos med jezikom in računalniki (Slovenski jezik, literatura, računalniki), med drugim je tudi ugotavljal relativne frekvence črk v besedilih.

## O igri
V igri je uporabljamo 100 ploščic s črkami. V slovenski različici so naslednje (A1-10 pomeni, da je v kompletu 10 ploščic s črko A, ki je vredna eno točko): 
A1-10,
B4-2,
C8-1,
Č5-1,
D2-4,
E1-11,
F10-1,
G4-2,
H5-1,
I1-9,
J1-4,
K3-3,
L1-4,
M3-2,
N1-7,
O1-8,
P3-2,
R1-6,
S1-6,
Š6-1,
T1-4,
U3-2,
V2-4,
Z4-2,
Ž10-1,
prazna0-2.
Prazna ploščica lahko nadomesti poljubno črko. Ploščice so v neprozorni vrečki, vsak igralec izvleče na slepo sedem črk (ploščic), jih položi na svoje stojalo in, ko je na potezi, skuša z njimi in z že obstoječimi črkami na plošči sestaviti besedo, vredno čim več točk. Posebej so nagrajene poteze čez nagradna polja. Rdeča polja (potrojena beseda) potrojijo vrednost besede, ki ga prečka, roza barva označuje podvojene besede, temno modra polja so potrojena črka, svetlo modra pa podvojena črka (glej sliko igralne plošče). Posebna nagrada za vse porabljene črke znaša 50 točk.

## Pravila
- Prvi igralec položi na igralno ploščo dve ali več svojih ploščic in z njimi oblikuje besedo, ki jo lahko preberemo vodoravno ali navpično. Ena od ploščic, ki sestavljajo besedo, mora biti pri tem položena na centralno mesto igralne površine (zvezda).
- Igralec dopolni svojo potezo takrat, ko prešteje točke in pove svoj rezultat, ki ga mora zapisovalec točk takoj zabeležiti. Potem potegne iz vrečke toliko novih ploščic, kolikor jih je položil na igralno površino. Na njegovem stojalu mora biti tako vedno sedem ploščic.
- Igro nadaljuje igralec na levi. Drugi igralec in potem vsak, ki je na potezi, dodajajo eno ali več ploščic k tistim, ki so že na igralni površini in sestavljajo nove besede. Igralci lahko postavljajo ploščice na igralno površino samo v vodoravni ali navpični vrsti. Besede, tvorjene po diagonali, niso dovoljene. S ploščicami moramo vedno sestaviti pravilno besedo. Če se hkrati dotikajo drugih ploščic v sosednjih vrstah, ki so že na igralni površini, morajo z njimi tvoriti pravilno besedo tako, da so vse pomensko samostojne. Igralec dobi točke za vse besede, pa naj bodo z njegovo igro sestavljene ali spremenjene.
- Nove besede lahko tvorimo:
  - z dodajanjem ene ali več ploščic k besedi, ki je že na igralni površini
  - z nameščanjem besede pravokotno na besedo, ki je že na igralni površini. Nova beseda mora vsebovati eno od črk besede, ki je že na igralni površini ali pa ji dodati še eno črko. Lahko pa tudi tvori most med dvema ali več besedami.
  - s postavitvijo zaključene besede, tako da skupaj s sosednjimi ploščicami, ki so že na igralni površini, tvorimo nove zaključene besede.
- Ko ploščico postavimo na igralno površino, je ne smemo več premikati.
- Dve prazni ploščici lahko uporabimo namesto katerekoli črke. Če igralec igra s tako ploščico, mora najprej določiti, katero črko ta predstavlja. Potem svoje odločitve ne more več spremeniti.
- Vsak igralec lahko izkoristi svojo potezo tudi tako, da zamenja vse ali nekaj svojih ploščic iz stojala. Najprej ploščice, ki jih želi zamenjati, obrne s črko navzdol, izvleče iz vrečke enako število novih, potem pa stare ploščice premeša s tistimi, ki so ostale v vrečki. Nato počaka na naslednji krog. Če igralec ne more sestaviti besede, lahko (namesto da postavi ploščice na igralno površino ali jih zamenja) tudi počiva. Vendar se igra konča, če vsi igralci dvakrat zaporedoma počivajo.
- Dovoljene besede: dovoljene so vse besede, ki se nahajajo v Slovarju slovenskega knjižnega jezika, razen začetnic, kratic, predpon in pripon. Prav tako niso dovoljene besede z veliko začetnico (imena mest, krajev, osebna imena, imena držav ipd.). Tujke, ki se nahajajo v Slovarju slovenskega knjižnega jezika in za katere velja, da so postale del slovenskega jezika, so dovoljene. Priporočamo, da si igralci pred začetkom igre določijo, katere besede lahko uporabljajo in katere ne. V slovar lahko igralci pogledajo le, če želijo preveriti pravilnost besede. Vsaki soigralčevi besedi lahko ugovarjamo tako dolgo, dokler naslednji igralec ne prične s svojo potezo. če ugotovimo, da je njegova beseda nepravilna, mora igralec svoje ploščice vzeti nazaj in počakati na naslednji krog.
- Igra je končana, ko eden od igralcev porabi vse ploščice. Igra je zaključena tudi v primeru, ko so vse možne poteze narejene in igralci dvakrat zaporedoma počivajo.
- Zapisovalec točk šteje točke vsakega igralca tako, da jih sproti zapisuje v blok za vodenje točk. Vrednost vsake črke je navedena s številko na dnu ploščice. Vrednost prazne ploščice je nič.
- Rezultat kroga predstavlja vsota vrednosti na ploščicah, s katerimi v določenem krogu oblikujemo in spreminjamo besede ter vrednosti nagradnih točk, ki jih dobimo, če ploščice postavimo na nagradna mesta igralne površine.
- Nagradni črkovni kvadrati: Svetlo moder kvadrat podvoji vrednost črke, ki je postavljena nanj, temno moder kvadrat pa vrednost črke potroji.
- Nagradni besedni kvadrati: Vrednost celotne besede je podvojena v primeru, če je ena od njenih črk položena na svetlo rdeč kvadrat, potroji pa se takrat, ko je ena od njenih črk položena na temnordeč kvadrat. Pri zapisovanju točk najprej upoštevajte dvojne ali trojne vrednosti črk in šele potem dvojne ali trojne vrednosti besede. Če sestavljena beseda pokriva hkrati nagradni črkovni in nagradni besedni kvadrat, najprej upoštevajte nagradni črkovni kvadrat in šele nato vrednost besede podvojite ali potrojite. Upoštevajte, da je centralni kvadrat (zvezda) svetlordeče barve in da tako podvaja rezultat prve besede.
- Nagradne vrednosti črk in besed lahko upošteva le tisti igralec, ki jih prvi izkoristi. V naslednjih krogih se ploščice štejejo po imenski vrednosti.
- Če položimo prazno ploščico na svetlordeče ali temnordeče polje, se vrednost besede podvoji ali potroji, pa čeprav sama prazna ploščica nima nobene vrednosti.
- Če igralec naenkrat oblikuje dve ali več besed, vsako posebej točkujemo. Skupne črke teh besed se štejejo (z možno polno nagradno vrednostjo) k vsaki besedi posebej.
- Vsak igralec, ki porabi vseh sedem ploščic v enem krogu, prišteje k svojemu običajnemu seštevku še 50 nagradnih točk. Te točke dodamo po podvojitvi ali potrojitvi besedne vrednosti.
- Na koncu igre vsak igralec od svojega rezultata odšteje vsoto neporabljenih črk. če nekdo od igralcev porabi vse svoje črke, potem se k njegovemu rezultatu prišteje vsota vseh neporabljenih črk ostalih igralcev.

## Podobne igre
Šopi
V Sloveniji je bila pred leti naprodaj podobna igra z imenom Šopi, ki se je malenkostno razlikovala po razporeditvi nagradnih polj. 
Kvizovka
Na Hrvaškem je igro podobno Scrabblu prilagodila redakcija zagrebškega ugankarskega časopisa Kviz (revija), po katerem je tudi dobila ime. Igralec ima deset črk, plošča ima dimenzije 19x19 polj. Igrali so jo tudi v Sloveniji.
Križem kražem
Še danes pa se aktivno igra različica z imenom Križemkražem. Igralec ima 10 črk, igralna mreža velikosti je 17 x 17 polj, 222 slovenskih črk z označenimi vrednostmi od 1 do 4 točk, 10 domenkov (jokerjev), 40 (omejevalnih) črnih polj. 
Po pravilih slovenskega križankarstva so dovoljeni samo samostalniki v 1. sklonu ednine (tudi množinski samostalniki, npr. hlače)., množina drugače le pri prebivalcih, narodih (npr. Škoti) ter v uveljavljeni množinski rabi (padavine), (znane ali v virih dokazljive) besedne zveze (pustni ples, svetla soba), združena ime in priimek (Tone Pavček). Najkrajša beseda mora imeti 4 črke. V primerih, ko soigralec ne ve pomena odigrane besede, mu jo je treba razložiti ali dokazati z virom. Okrajšave in kratice niso dovoljene, razen če se niso spremenile v samostojne samostalniške besede (Unesco).

## Rekordi
Število točk doseženo v igri je odvisno od besednega zaklada, spretnosti in nemalokrat tudi od igralčeve sreče pri izbiri črk. Skupni rezultat (vsota rezultatov posameznih igralcev) od 500 do 700 točk je kar dober, nad 700 pa odličen. 
Najvišji rezultat za eno besedo naj bi bil 392 točk. Anglež Phil Appleby je v rekordni igri s 1049 točkami premagal nasprotnika kar za 796 točk.
Seveda pa lahko igramo Scrabble tudi sami in iščemo najboljše poteze ali pa rekorde. V angleški različici je tako z eno besedo doseženih 1778 točk, v celotni igri pa 3986 točk.
Za najboljši (teoretični) dosežek v prvi potezi v slovenskem  Scrabblu prebrskamo SSKJ. Od 8000 besed s sedmimi črkami največ možnosti ponujajo besed kjer nastopajo Ž10, F10, C8 in podobno. Z malo brskanja najdemo kandidata: žvižgač doseže 146 točk, cicifuj pa 144, vendar v kompletu ni dveh Ž ali C! Tako je rekordna štafaža (142), tik za petami pa je figamož (140). Še nekaj zanimivih dosežkov: fičafaj (140), živčnež (140), čižmica (138), škafček (138), žlikrof (138), filozof (136), fužinar (136), žbrinca (132), sfižiti (130), šklemfa (130).
V angleški različici so najboljši dosežek v prvi potezi (z upoštevanjem uradnega slovarja - Official Scrabble Players Dictionary) 120 točk vredne besede jukebox, quizzed, squeeze in zymurgy. Z uporabo drugih slovarjev pa je rekordna beseda zyxomma vredna 130 točk.